# Frente (fortificación)

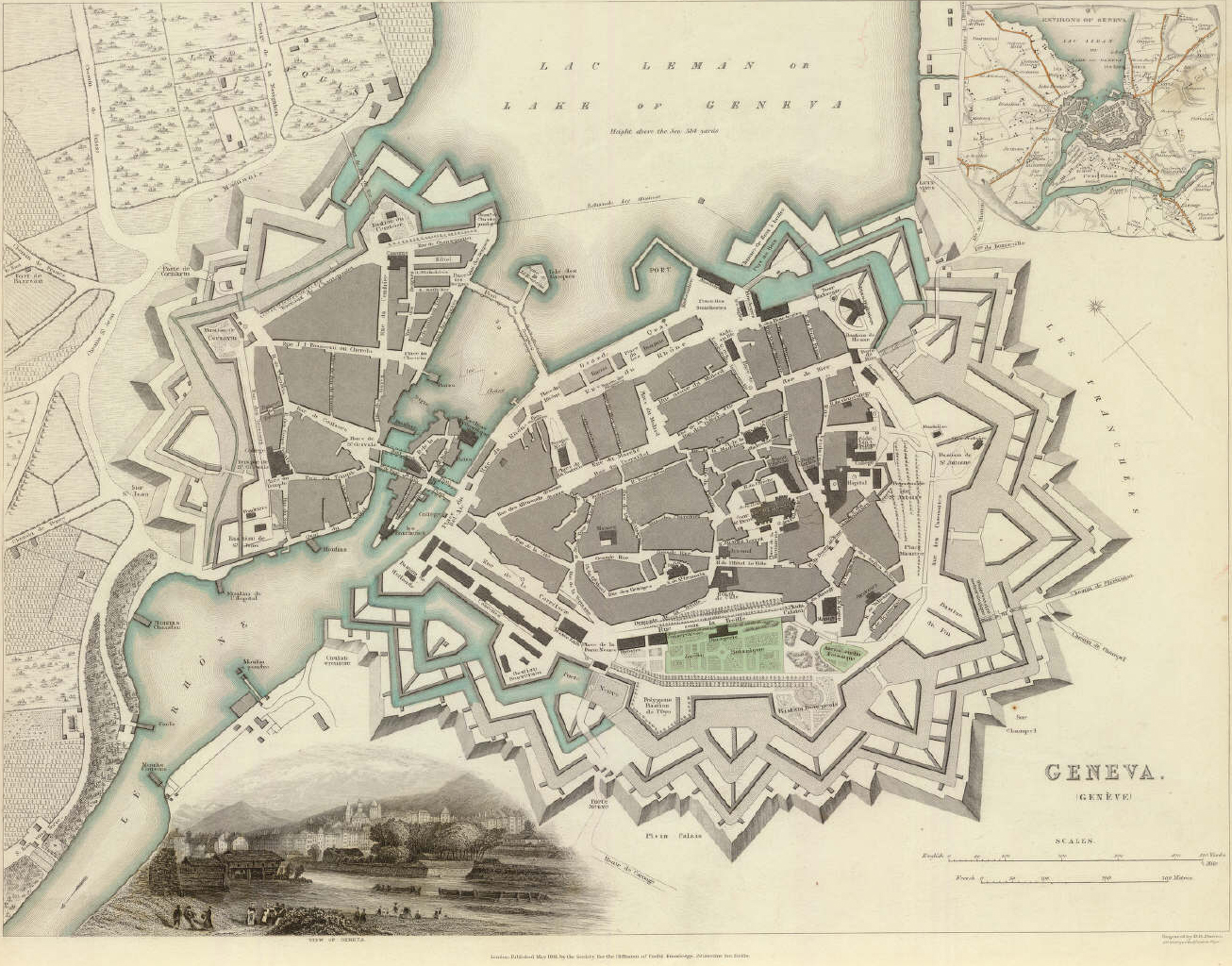
Plano de Ginebra y sus alrededores en 1841, incluyendo varias fortificaciones colosales y numerosos bastiones a lo largo del frente del polígono fortificado.

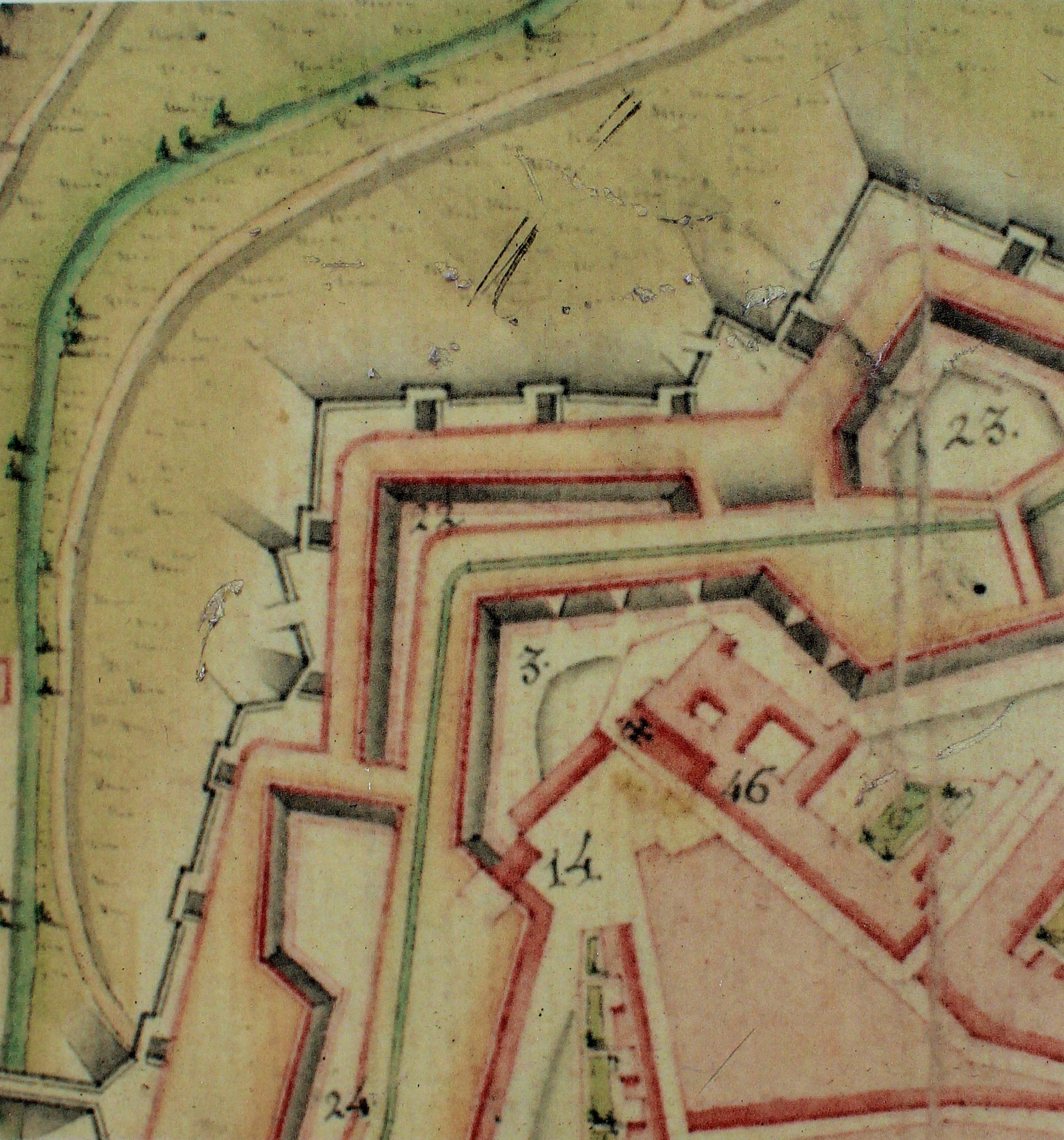
«Plano de la Plaça y castillo de Badajos, capital de Extremadura y frontera con Portugal» de J. Gabriel de Mercier, en 1775, correspondiente al Recinto abaluartado de Badajoz.

En los trazados de las obras defensivas, un frente es el conjunto de éstas que corresponde a cada uno de los lados del polígono fortificado. 
Por el modo de ser flanqueado cada uno de ellos reciben las denominaciones de frente abaluartado, atenazado o poligonal.
- El frente abaluartado es flanqueado desde los semibaluartes situados en sus extremos.
- El frente atenazado forma un gran ángulo entrante, de manera que desde uno de sus lados se bata el foso y las avenidas del otro.
- El frente poligonal tiene su traza constituida principalmente por el lado mismo del polígono fortificado y se consigue el flanqueo por medio de los fuegos de la caponera.
- El frente de cabeza es el principal o principales de una fortificación aislada y que mira hacia el campo, que se organiza con los mayores elementos ofensivos y defensivos de que puede disponerse.
- Frente lateral es cada uno de  los que se halla en los costados de la obra. Cuando su dirección se aproxima a la del frene de cabeza recibe el nombre de laterales del frente, el de laterales de la gola cuando su dirección se acerca a la de este último frente. Se llaman exclusivamente laterales si su dirección es sensiblemente normal al frente de cabeza. Estos frentes deben disponerse de manera que resulten protegidos del tiro de enfilada al cual están muy expuestos.
- El frente de gola es el que se halla hacia la espalda de la obra. Estos frentes, pues pueden ser varios, son los que se encuentran mejor protegidos y en ellos se instalan los alojamientos a prueba, los almacenes y repuestos generales, etc. La entrada en las fortificaciones se dispone, por lo general, en el frente de gola.
- En las obras de fortificación sitiadas recibe el nombre de frente de ataque el frente o serie de frentes hacia los cuales el sitiador concentra su acción más enérgica para rendir o tomar la plaza.
- Frente bastionado es el que comprende una cortina y la mitad de cada uno de los dos bastiones de sus extremos, componiéndose, por consiguiente, de dos caras, de dos flancos y de la cortina que promedia dichos baluartes.
- Frente de ataque es la parte de las obras fortificadas que se halla en la zona de ataque del sitiador.
- Frente de fortificación es la parte de las obras de una plaza fuerte, comprendía entre las capitales de los baluartes o ángulos flanqueados.